# Sredozemlje
Sredozemlje ili latinizam Mediteran (lat. in medio terrae; medius = srednji + terra = zemlja), zemljopisno je područje niza država koje graniče uz Sredozemno more na trima kontinentima: Europi, Aziji i Africi. U antičko doba bio središte europske civilizacije. Najstarije civilizacije na obali Sredozemnog mora bila je egipatska i zatim nešto mlađa egejsko-kretska.
U političkoj geografiji europski dio Sredozemlja ponekad se označava kao Euromediteran, a shodno tome afrički sjever Afromediteran i sl. U biogeografiji i šumarstvu postoji razred eumediteransle vegetacije. U športu su poznate Mediteranske igre, okupljene oko sredozemnih zemalja i njihovih susjeda.
Sredozemlje se odlikuje sredozemnom klimom. 
Sredozemna kultura se materijalizira u hrani u kojoj prevladava povrće, voće, ribe, kruh, maslinovo ulje i vina. Gastronomsku ukupnost Sredozemlja čini sredozemna kuhinja.

## Zemlje na Sredozemlju
Europa: od zapada prema istoku: Španjolska, Francuska, Monaco, Italija, Malta, Slovenija, Hrvatska, Bosna i Hercegovina, Crna Gora, Albanija i Grčka.
Jugozapadna Azija (Bliski Istok): od sjevera prema jugu: Turska, Cipar, Sirija, Libanon, Izrael i Palestina.
Sjeverna Afrika: od istoka prema zapadu: Egipat, Libija, Tunis, Alžir i Maroko i španjolske enklave.

## Vanjske poveznice
- Što je to Sredozemlje ili Mediteran?  Arhivirana inačica izvorne stranice od 24. lipnja 2016. (Wayback Machine)
- Mediterranean Basin biodiversity hotspot (Conservation International)
- Are wildfires a disaster in the Mediterranean basin? – A review